# تاريخ كرة القدم

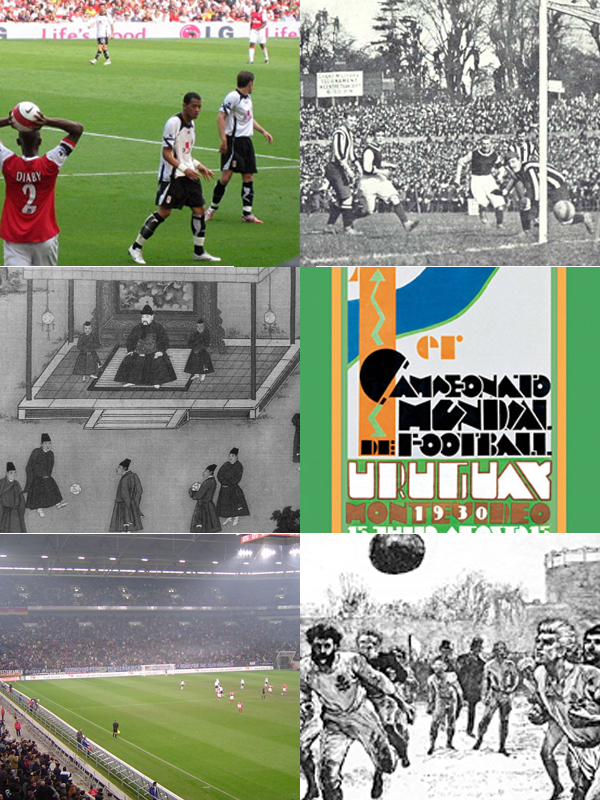
تاريخ كرة القدم

كرة القدم، هو اسم يعطى لألعاب كرة قدم مختلفة. الأكثر شهرة بينها هي تلك التي تُعرف باسم كرة القدم (football). كلمة كرة القدم «فوتبول» قد طُبقت على كرة القدم راجبي، كرة القدم الأميركية، كرة القدم على طريقة القواعد الأسترالية، كرة القدم المتعلقة بغالي، كرة القدم الكندية، والكثير من أنواع كرة القدم.
عندما تم تأصيل كلمة «كرة قدم»، قد أشارت إلى تشكيلة واسعة من الرياضات في أوروبا العصور الوسطى، والتي تعني التحكم بالكرة بواسطة القدم. تلك الرياضة التي يمارسها القرويون، على غِرار الرياضة التي يمارسها «الأرستقراطيون» على أمتنة جيادهم. لذلك الاسم دائما يطبق على تشكيلة من الرياضات التي يمارسها الأشخاص بأقدامهم في التحكم بالكرة.
جميع رياضات كرة القدم تتضمن نقاط أهداف، نقاط يتم تسجيلها بواسطة إيصال الكرة لمكان معين. الكثير من الألعاب العصرية جذورها كانت في انكلترا ثم تفرعت شيئا فشيئا، ولكن الكثير من الناس حول العالم مارسوا الرياضات التي تتضمن ركل أو حمل الكرة منذ العصور القديمة.

## تاريخ كرة القدم
يعود تاريخ هذه اللعبة إلى أزيد من 2500 سنة قبل الميلاد، حيث مارسها الصينيون القدامى، وكانوا يقدمون الولائم للفريق الفائز ويجلدون الفريق المنهزم. وعرفها اليونانيون واليابانيون 600 سنة قبل الميلاد، والمصريون 300 سنة قبل الميلاد. إلا أن اللعبة، في شكلها الممارس اليوم، ظهرت بإنجلترا. ففي سنة 1016م، وخلال احتفالهم بإجلاء الدنماركيين عن بلادهم، لعب الإنجليز الكرة فيما بينهم ببقايا جثت الدنماركيين، ولك أن تحزر أقرب أعضاء الجسم شبها بالكرة وأسهلها على التدحرج بين الأرجل، فمنعت ممارستها. وكانت هذه اللعبة تظهر وتنتشر، ثم تمنع بمراسيم ملكية لأسباب متعددة، ووصل الأمر إلى حد المعاقبة على ممارستها بالسجن لمدة.

## أهم المحطات في تاريخ كرة القدم
- 1710: ظهور اللعبة في المدارس الإنجليزية
- 1857: تأسيس «نادي شيفيلد» كأقدم نادي في العالم
- 1862: وضعت أول قوانين لكرة القدم
- 1865: منع الحارس من مسك الكره العائده من لاعبيه
- 1867: وضع مبدأ التسلل (الشرود)
- 1872: تقنين حجم ومواصفات محددة للكرة
- 1875: تعويض الشريط الذي كان يحدد علو المرمى بقضيب عرضي (ما يعرف بالعارضة)
- 1878: حكم بريطاني يستعمل لأول مرة الصفارة في التحكيم
- 1885: وضع تشريعات الاحتراف
- 1891: ظهور «ضربة الجزاء»
- 1900: أول دورة أولمبية (باريس)
- 1904: نشأة الجامعة الدولية لكرة القدم (بدأت بسبع دول)
- 1912: أصبح بإمكان الحراس استعمال أيديهم داخل المربع
- 1927: أصبح الهدف من الزاوية (الركنية) مباشرة جائزا
- 1929: تقرر تنظيم مباريات كأس العالم كل أربع سنوات مثل الألعاب الأولمبية
- 1930: تنظيم أول مباريات كأس العالم في أوروغواي
- 1991: تنظيم أول مباريات لكأس العالم النسائية في الصين

## الاتحاد الدولي لكرة القدم
الاتحاد الدولي لكرة القدم
(بالفرنسية: Fédération Internationale de Football Association)‏،
ويعرف بالفيفا (FIFA) اختصارًا، هي الهيئة المنظمة للعبة كرة القدم في العالم، ومقرها زيورخ من سويسرا. يرأس الفيفا حاليا السويسري جياني إنفانتينو.

### تأسيس الاتحاد
تم تأسيس الاتحاد الدولي لكرة القدم 21 مايو في العام 1904 في باريس. ويضم (207) اتحادات كرة القدم في العالم.
في العام 1863، اجتمع 11 مندوبا من الأندية والجمعيات الإنجليزية في باريس للبحث في كيفية وضع قوانين خاصة باللعبة وبهدف إنشاء أول اتحاد رسمي لكرة القدم. فقبل ذلك الوقت كانت المئات من المدارس والاندية تمارس كرة القدم بقوانين خاصة بها. فقسم منها سمح للاعب باستعمال يديه وكتفيه أثناء اللعب فيما مانع القسم الآخر استعمال اليدين، وعلى رغم هذه الخلافات إتفق الاتحاد الجديد على تحديد أصول اللعبة ووضع قانون موحد لها. فخلال عقد تم إنشاء الاتحاد الويلزي وتبعه الاسكوتلندي وثم الإيرلندي. وفي عام 1882 أسست الإتحادات الأربعة مجتمعة الاتحاد الدولي لكرة القدم، الذي حاول تنظيم لعبة كرة القدم في أنحاء العالم.
مع نهاية القرن التاسع عشر انتشرت لعبة كرة القدم في مختلف أنحاء العالم حيث تم نشرها من قبل البحارة والتجار البريطانيين، ومن مختلف المسافرين الأوروبيين. فمن أستراليا إلى البرازيل. ومن المجر إلى روسيا أٌنشئت الإتحادات والأندية والمسابقات، وأدى ذلك النمو الشامل إلى تكوين الاتحاد الدولي لكرة القدم (الفيفا) في باريس في 21 مايو 1901. بعدما تم إنهاء دور الاتحاد السابق من قبل فرنسا وبمشاركة ست دول أوروبية، وأصبحت كرة القدم لعبة عالية. والاسم الفرنسي لا يزال يستخدم حتى يومنا هذا حتى خارج نطاق الدول الناطقة باللغة الفرنسية. كان أول رئيس للاتحاد الفرنسي روبير غيرين.

### البطولات
أصبح جول ريميه الرئيس الثالث للاتحاد الدولي لكرة القدم في عام 1921، وقد أشرف على بطولتين أولمبيتين ناجحتين بالرغم من غياب منتخب إنجلترا لكرة القدم ومنتخب إسكتلندا لكرة القدم، ولكن نجاح البطولة أدى إلى ارتفاع مستوى اللعبة، مما جعل الفيفا تفكر بشكل جدي بإنشاء بطولة كرة قدم على مستوى عالمي.
وبدأ العالم يتحدث عن إقامة البطولة في عام 1928، وقد أقيم أول كأس العالم في عام 1930 في أوروغواي، وفاز فيه منتخب أوروغواي لكرة القدم، وبالرغم من قلة تفاعل الدول الأوروبية مع هذا الحدث بسبب البعد في المسافة والكساد العالمي، فتمت إقامة كأس العالم لكرة القدم 1934 في إيطاليا، ولكن الكأس توقفت في الحرب العالمية الثانية.

### بطولات أخرى
و مع إشراف الاتحاد الدولي لكرة القدم على كأس العالم لكرة القدم والألعاب الأولمبية، فإن الاتحاد قد نظم العديد من البطولات الأخرى مثل كأس العالم لكرة القدم تحت 17 سنة وكأس العالم لكرة القدم تحت 20 سنة، وقد نظم الفيفا بطولة كأس القارات لكرة القدم تحت اسم كأس الملك فهد، فكان فيصل بن فهد رئيس الاتحاد العربي السعودي لكرة القدم آنذاك صاحب فكرة إنشاء البطولة وأطلق عليها كأس الملك فهد وعرفت أيضا باسم كأس الأبطال القارية.و مع تطور كرة القدم النسائية، أنشأ الفيفا كأس العالم لكرة القدم للنساء في عام 1991، وكأس العالم لكرة القدم للنساء تحت 20 سنة في عام 2002، انتهت بطولة كأس العالم لكرة القدم تحت 17 ربيعا]].
و نظم الفيفا بطولة كرة قدم للأندية اسمها كأس العالم للأندية، وقد كانت البطولة تقام بين بطلي أمريكا الجنوبية وأوروبا، وتم إدخال جميع القارات فيها، وتقام البطولة في اليابان.
وينظم الفيفا العديد من المسابقات لكرة القدم في الشواطئ وكرة القدم داخل الصالات.
ولايوجد بطولة لايعترف فيها الفيفا لكن يوجد بطولات لايشرف عليها الفيفا بسبب عدم وجود دخل مادي كافي لها مثل دورات الخليج العربي أو مثل بطولة أمريكا الجنوبية (كوبا امركا) لان الدول المشاركة فيها عشرة منتخبات ويلعبون فورآ بدون تصفيات.

### قوانين اللعبة
أسرت مباريات كرة القدم بين أعوام 1870 و1880 معظم المشاهدين وإزداد إعجابهم بسحر الكرة المستديرة فتم وضع القوانين الأساسية من قبلهم إضافة إلى القوانين الجديدة مثل رمي الكرة من خط التماس باليدين وركلة الجزاء. فلمدة طويلة كان بالإمكان مهاجمة حراس المرمى ولكن الآن لم يعد ذلك ممكنا إلا إذا كان الحارس يملك الكرة. وكان بإمكان الحراس التقاط الكرة من أي نقطة من الملعب ولكن تم تغيير هذه القاعدة بعد أن سجلت عدة أهداف من قبل حراس المرمى عام 1910 في شباك الخصم.

### التنظيم
أُنشأ الاتحاد الدولي لكرة القدم تحت نظم القوانين السويسرية، وتقوم الهيئة العليا في الفيفا بالتواصل مع كل اتحاد محلي، وتعقد الهيئة العليا في الفيفا اجتماعا كل أربعة سنوات منذ عام 1998 لمناقشة تغيير بعض قوانين كرة القدم.
و تختار الهيئة العليا رئيس الفيفا، والسكرتارية التابعة له، وأعضاء الفيفا، ويهتم رئيس الفيفا بالأعمال المكتبية في الفيفا، بينما يقوم السكرتارية بالاهتمام بقضايا ال208 أعضاء.
و قام الاتحاد الدولي لكرة القدم بإنشاء العديد من الإتحادات، ومنها الإتحادات القارية، ويجب على الإتحادات الوطنية أن تكون عضوا في الاتحاد القاري لكرة القدم والاتحاد الدولي لكرة القدم وفقا لتصنيفها الجغرافي.
- الاتحاد الأسيوي لكرة القدم - لقارة آسيا ودولة أستراليا.
- الاتحاد الأفريقى لكرة القدم - لقارة أفريقيا.
- اتحاد أمريكا الشمالية وأمريكا الوسطى والبحر الكاريبي لكرة القدم - لقارة أمريكا الشمالية وأمريكا الوسطى.
- اتحاد أمريكا الجنوبية لكرة القدم - لقارة أمريكا الجنوبية.
- اتحاد أوقيانوسيا لكرة القدم - لقارة أوقيانوسيا.
- الاتحاد الأوروبي لكرة القدم - لقارة أوروبا.

وللدول الواقعة بين آسيا وأوروبا الخيار في أختيار أي اتحاد قاري يريدون الانضمام إليه، وهناك عدد من الدول مثل روسيا وتركيا وأرمينيا وأذربيجان اختارت الانضمام إلى أوروبا، بالرغم من أن بلادهم تقع في قارة آسيا، وقد انضمت إسرائيل إلى الاتحاد الأوروبي لكرة القدم في عام 1994 بالرغم من كونها في قارة آسيا بعد أن حدثت العديد من المشاكل بينها وبين العديد من الدول في الشرق الأوسط، وقد انضمت كازاخستان إلى قارة أوروبا في عام 2002.
و تعتبر دولتا سورينام وغيانا أعضاء في اتحاد أمريكا الشمالية وأمريكا الوسطى والبحر الكاريبي لكرة القدم بالرغم من كونهم في قارة أمريكا الجنوبية.
وانضمت أستراليا إلى الاتحاد الأسيوي لكرة القدم في بداية عام 2006، وذلك بسبب عدم وجود أي مقعد خاص لكأس العالم لكرة القدم لقارة أوقيانوسيا، وللسخرية فإن منتخب أستراليا لكرة القدم قد تأهل إلى كأس العالم لكرة القدم 2006 عن بعد أن تغلب على منتخب أوروغواي لكرة القدم، وفي الطريقة التي تعتبر من الصعب الوصول إلى كأس العالم عن طريقها.

### جوائز
تقدم الفيفا في كل عام جائزة أفضل لاعب في العالم لكرة القدم للاعب الأكثر الأبرز في العام، وهذه الجائزة جزء من حفل توزيع الجوائز السنوي الذي يشمل أيضاً إنجازات الفرق والمنتخبات الوطنية.
وقد أختار الفيفا النجم البرازيلي بيليه أفضل لاعب في القرن الماضي.

### أنشطة أقتصادية
أعلنت الفيفا في أبريل عام 2004 أنها تتوقع الحصول على 144 مليون دولار أمريكي مقابل الـ 1.64 مليار المستثمرة بين عامي 2004 و 2006 (من ضمن ذلك بطولة كأس العالم لكرة القدم 2006). بالإضافة إلى ذلك قامت بإعطاء الرخصة التجارية إلى شركة تصميم ألعاب الفيديو (إي أ سبورتس) (EA Sports) لإنتاج عدد من ألعاب كرة القدم لأجهزة الكمبيوتر و أجهزة الألعاب الإلكترونية الأخرى.

## وصلات خارجية
- موقع فيفا كأس العالم بالعربي نسخة محفوظة 17 مايو 2019 على موقع واي باك مشين.